# Aminta Granera
Aminta Granera Sacasa (født 18. september 1952 i León) er tidligere politichef i Nicaragua. Som ung var hun aktiv i den sandinistiske revolution, som i 1979 væltede diktatoren Anastasio Somoza.

## Biografi
Granera studerede sociologi, filosofi og teologi ved Georgetown University i USA, hvorefter hun besluttede sig for at blive nonne. Hun var novice hos Assumptionssøstrerne i Guatemala City, men afsluttede noviciatet i 1976 for at deltage i den sandinistiske revolution mod diktatoren Anastasio Somoza. Som revolutionær deltog hun i en kristen byguerillagruppe. Efter Somozas fald i 1979 blev hun rekrutteret af politiet, hvor hun hjalp med at oprette en specialstyrke mod vold og andre forbrydelser mod kvinder og børn. Hun arbejdede også aktivt mod korruption inden for politiet. Den 5. september 2006 blev hun af præsident Enrique Bolaños udnævnt til chef for politiet i Nicaragua, og hun begyndte med at udskifte en række af de højere politichefer. I  2011 blev hun udnævnt til en yderligere femårsperiode af præsident Daniel Ortega. Under sit lederskab har hun arbejdet for at øge antallet af kvindelige betjente med en målsætning om at nå 50 procent. Granera og det nicaraguanske politi har haft et nært samarbejde med Skandinavien. 
Granera er gift med økonomen Oswaldo Gutiérrez. De har tre børn sammen.